# NGC 6231
NGC 6231 је расејано звездано јато у сазвежђу Шкорпија које се налази на NGC листи објеката дубоког неба.
Деклинација објекта је - 41° 49' 30" а ректасцензија 16h 54m 9,8s. Привидна величина (магнитуда) објекта NGC 6231 износи 2,6 а фотографска магнитуда 2,8. NGC 6231 је још познат и под ознакама OCL 997, ESO 332-SC6.